# Klingenmünster
Klingenmünster település Németországban, Rajna-vidék-Pfalz tartományban. Lakosainak száma 2323 fő (2023. december 31.).

## Népesség
A település népességének változása:
| Lakosok száma | 2259 | 2281 | 2292 | 2317 | 2340 | 2323 |
|               | 1975 | 2017 | 2019 | 2021 | 2022 | 2023 |